# Проспект Хајтс (Илиноис)
Проспект Хајтс (енгл. Prospect Heights) град је у америчкој савезној држави Илиноис. По попису становништва из 2010. у њему је живело 16.256 становника.

## Демографија
Према попису становништва из 2010. у граду је живело 16.256 становника, што је 825 (4,8%) становника мање него 2000. године.
| Група             | 2000.          | 2010.         |
| Белци             | 11.139 (65,2%) | 9.822 (60,4%) |
| Афроамериканци    | 300 (1,8%)     | 246 (1,5%)    |
| Азијати           | 746 (4,4%)     | 1.281 (7,9%)  |
| Хиспаноамериканци | 4.711 (27,6%)  | 4.846 (29,8%) |
| Укупно            | 17.081         | 16.256        |